# Curling aux Jeux olympiques de 1924
Navigation
Lake Placid 1932
(démonstration)

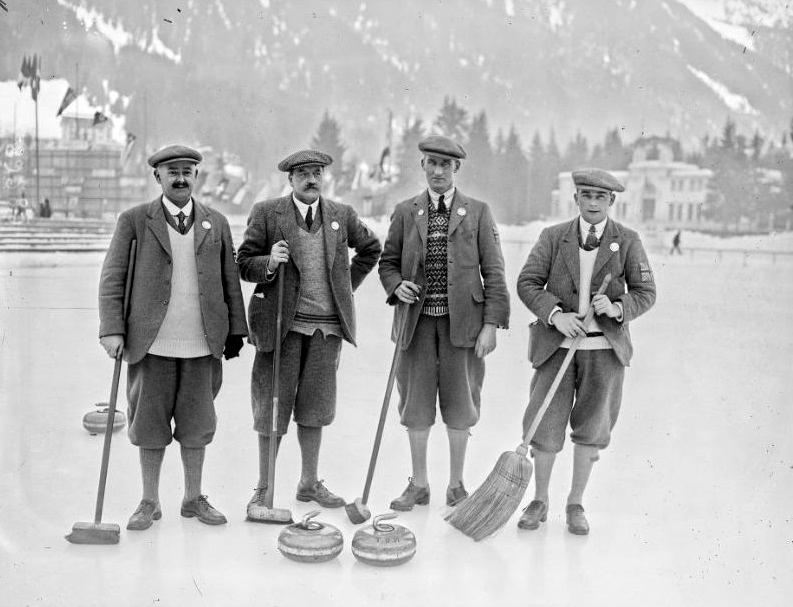
L'équipe de Grande-Bretagne, championne olympique le 30 janvier.

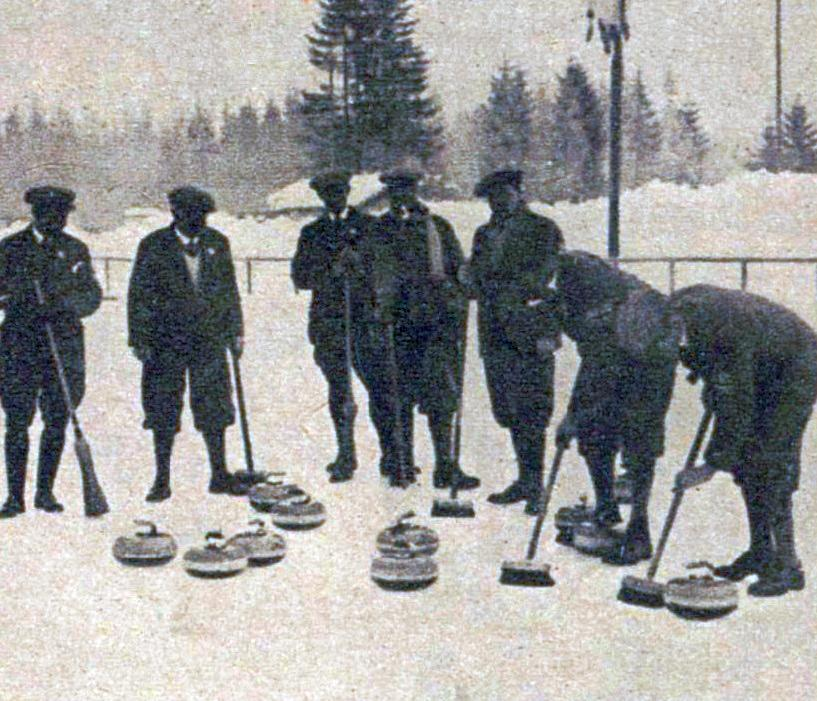
L'équipe de Grande-Bretagne en pleine action.

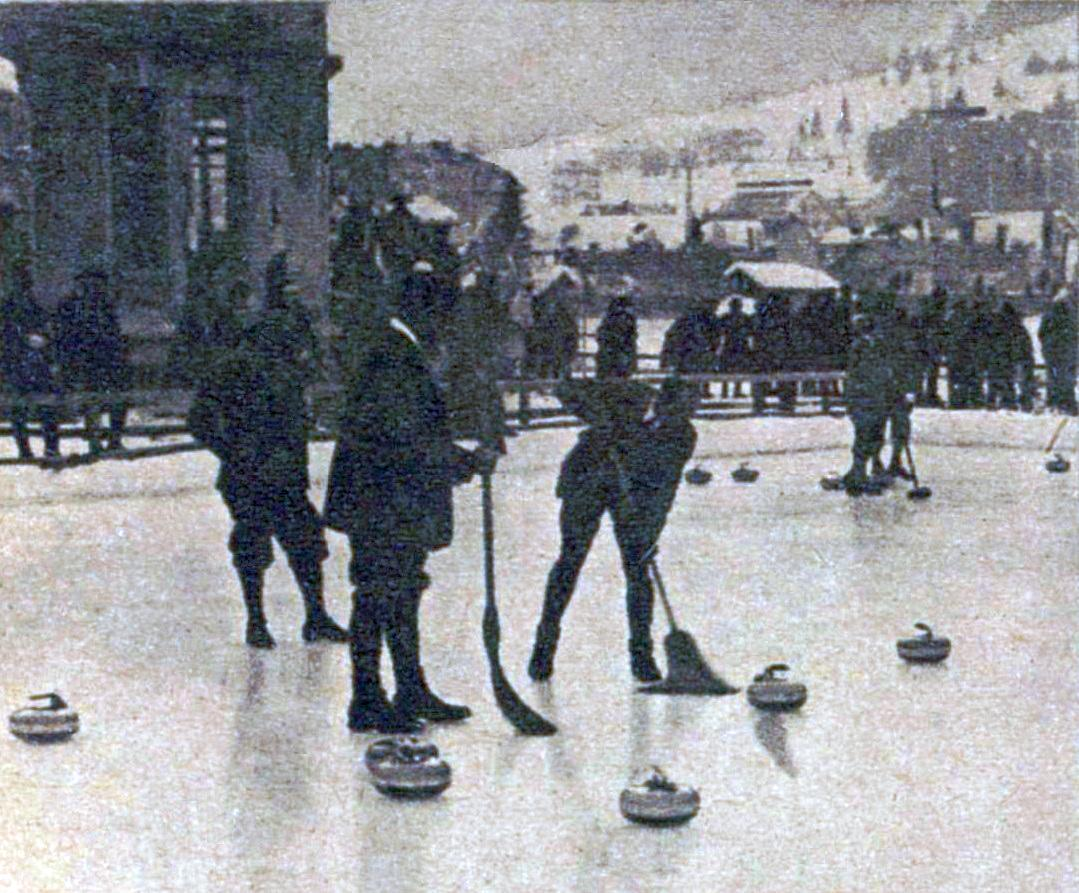
La rencontre Suède-France (18-10, le 28 janvier).

Le curling aux Jeux olympiques d'hiver de 1924 se déroula du 25 janvier au 4 février 1924.
Le curling est présenté pour la première fois en compétition. Certaines sources citent l'épreuve en démonstration mais des médailles ont bien été distribuées. En 2006 le CIO confirme l'épreuve comme faisant officiellement partie du programme des Jeux. La compétition voit s'affronter uniquement quatre équipes masculines et une équipe suisse qui n'a pas participé.

## Podium
| Épreuves | Or | Argent | Bronze                                                                                             |
| Hommes   | Grande-Bretagne (GBR) | Suède (SWE) | France (FRA)                                                                                       |
| -------- | --- | --- | -------------------------------------------------------------------------------------------------- |
| Hommes   | William K. Jackson Robin Welsh Thomas Murray Laurence Jackson John T. S. Robertson-Aikman John McLeod William Brown D. G. Astley R. Cousin | Suède I : Johan Petter Åhlén Carl-Axel Pettersson Karl-Erik Wahlberg D. G. Astley Suède II : Carl Wilhelm Petersén Ture Ödlund Victor Wetterström Erik O. Severin Carl Axel V. Kronlund C. W. Petersen | Fernand Cournollet Georges André Armand Isaac-Bénédic Pierre Canivet Robert Planque Henri Aldebert |

## Résultats
- 28 janvier : 10h00 :  Suède(2) 18-10  France[2]
- 29 janvier : 10h00 :  Suède(1) 7-38  Royaume-Uni[2]
- 30 janvier : 10h00 :  Royaume-Uni 46-4  France[2]